# NGC 4361
NGC 4361 (även känd som Gräsmattaesprinklernebulosan eller Trädgårdssprinklernebulosan)  är en planetarisk nebulosa i stjärnbilden Korpen. Den upptäcktes den 7 februari 1785 av William Herschel. Den ingår i Astronomiska ligans Herschel 400-observationsprogram.

## Central stjärna
NGC 4361:s centrala stjärna, som har Henry Draper-katalogbeteckningen HD 107969, är en extremt het [WC] Wolf-Rayet-stjärna. Dess temperatur är 126 000 K. Den är nästan 18 000 gånger mera ljusstark än solen, men har bara 6,1 procent av solens storlek. Stjärnan lämnade den asymptotiska jättegrenen för mellan 5 776 och 8 018 år sedan.

## Galleri

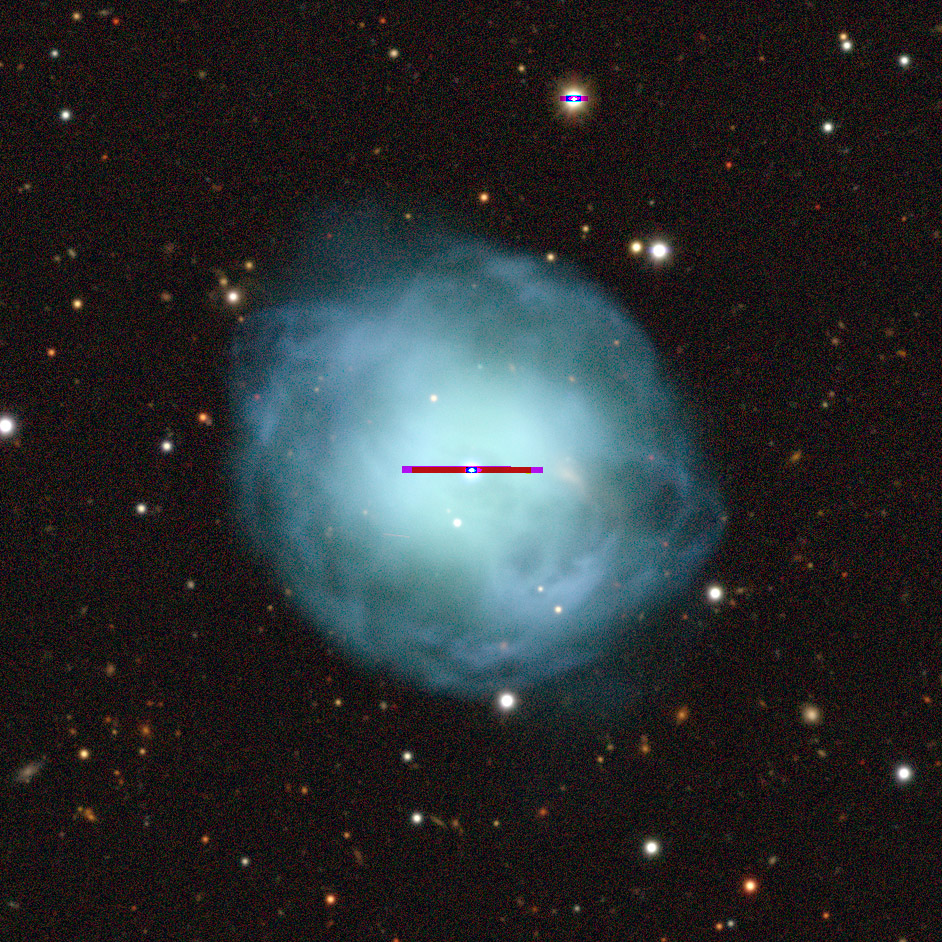
NGC 4361 with legacy surveys
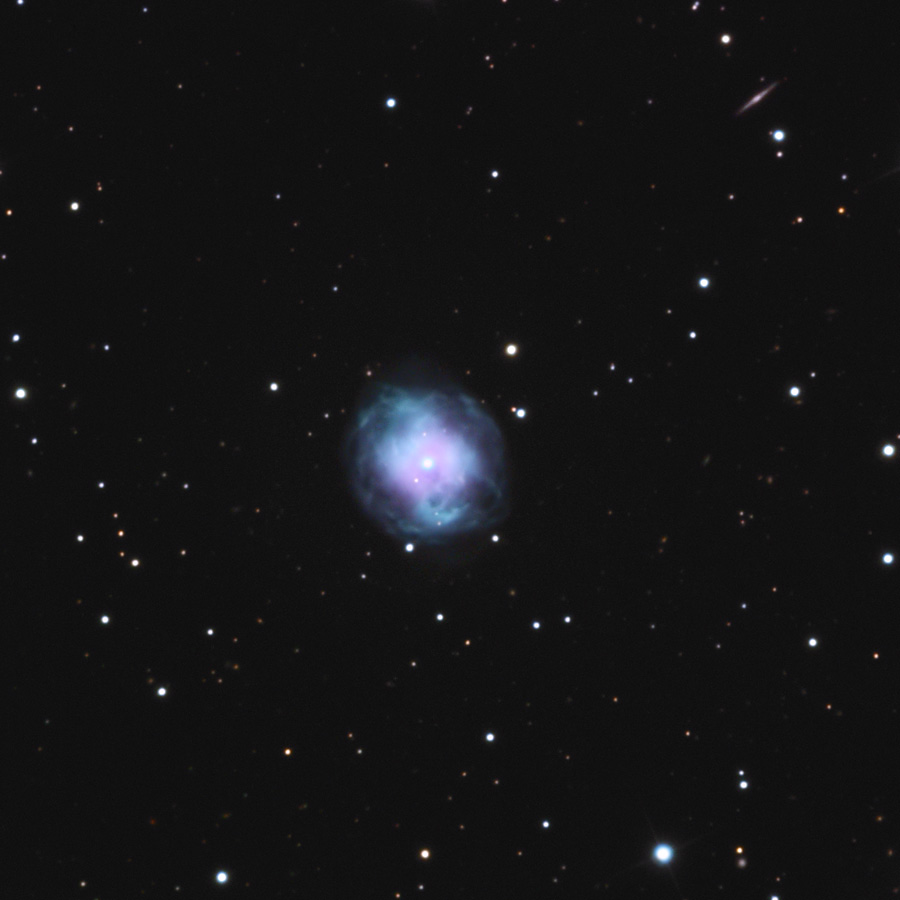
NGC 4361 avbildad med ett 24-tums teleskop